# Scopes-Prozess
Der Scopes-Prozess, auch als Scopes Monkey Trial (Scopes-Affenprozess) oder kurz „Affenprozess“ bekannt, war ein Gerichtsverfahren vor dem Criminal Court in Dayton, Tennessee, in dem der Lehrer John Thomas Scopes 1925 zu 100 Dollar Bußgeld (inflationsbereinigt nach heutigem Geldwert 2025 etwa 
1.790 Dollar) verurteilt wurde, weil er Darwins Evolutionstheorie an öffentlichen Schulen gelehrt hatte. Der Prozess wurde zum Testfall für ein neues Gesetz, das im selben Jahr vom Staatsparlament von Tennessee verabschiedet worden war. Danach war es in dem US-Bundesstaat verboten, im Schulunterricht Theorien zu behandeln, die dem Schöpfungsbericht der Bibel über die Entstehung des Menschen widersprechen.

## Vorgeschichte

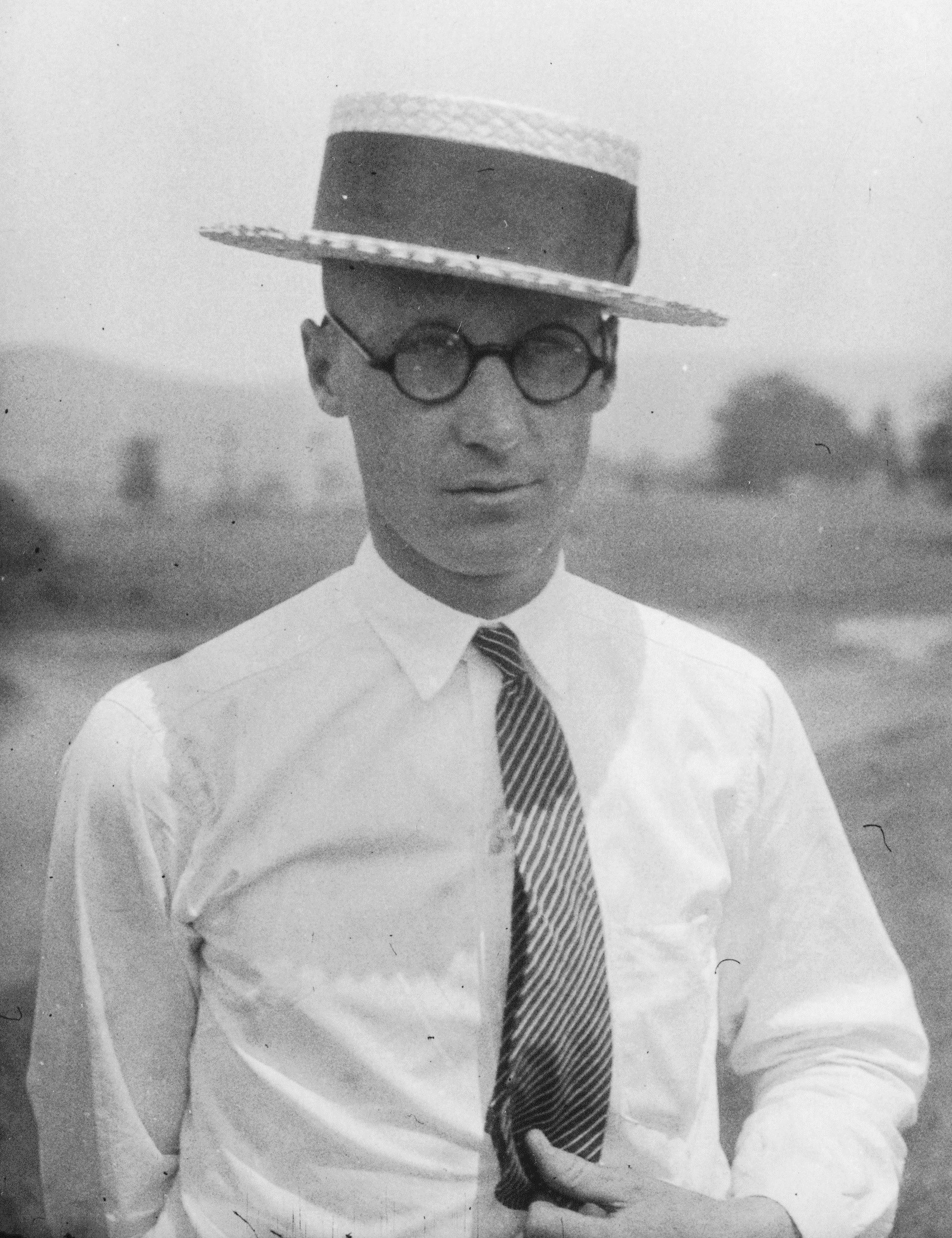
John Thomas Scopes (1925)

Nach dem Ersten Weltkrieg hatte eine sich selbst als Fundamentals bezeichnende konservative christliche Bewegung in den USA erheblichen Einfluss erlangt. Diese Bewegung, die nach heutigen Begriffen eher dem Evangelikalismus als dem Fundamentalismus zuzuordnen ist, lehnte die Evolutionstheorie ab und vertrat die Ansicht, dass die Bibel bezüglich der Schöpfung wörtlich zu verstehen sei. Der Einfluss der Bewegung reichte weit genug, dass in den Bundesstaaten Florida, Oklahoma und Tennessee Gesetze erlassen wurden, die es untersagten, an öffentlichen Schulen Auffassungen zu unterrichten, die von der biblischen Schöpfungstheorie abwichen. Das am 13. März 1925 in Tennessee erlassene Gesetz (Butler Act) war dabei das einzige, welches eine strafrechtliche Bestimmung enthielt. Die American Civil Liberties Union bot an, die Prozesskosten für jeden zu übernehmen, der aufgrund dieses Gesetzes angeklagt würde.
Eine Gruppe von Geschäftsleuten aus Dayton, Tennessee hielt einen Prozess in dieser Sache für geeignet, ihre Stadt bekannter zu machen. Sie überredeten den Biologielehrer John Thomas Scopes, sich wegen dieses Gesetzes anklagen zu lassen. Scopes unterrichtete im April 1925 auf Grund des vom Staate Tennessee nicht untersagten Lehrbuches Civic Biology von George William Hunter in einer Unterrichtsstunde an der Rhea County High School die Evolutionstheorie. Ein eingeweihter Bürger erstattete daraufhin Anzeige.

## Der Prozess
Der Prozess erregte erhebliches Aufsehen. So hatten sich etwa 120 Journalisten angemeldet, um den Prozess zu verfolgen. Ebenfalls etwa 100 Prediger unterschiedlichster Sekten und Kirchen begaben sich nach Dayton, um dort zu predigen. In der Stadt war zu Beginn des Prozesses keine Unterkunft mehr zu bekommen. Dayton hatte 1800 Einwohner, zum Höhepunkt des Prozesses hielten sich mit geschätzt 5000 Personen fast dreimal so viele Menschen in der Stadt auf. Insgesamt ähnelte der Ort einem Jahrmarkt, auf dem unter anderem dressierte Schimpansen gezeigt wurden.
Das Verfahren sollte unter dem Vorsitz des Richters John T. Raulston, eines tief religiösen Mannes, stattfinden. Die Anklage in dem Prozess wurde unter anderem durch den Generalstaatsanwalt des Staates Tennessee, Frank M. Thompson, vertreten, assistiert wurde ihr durch den Politiker William Jennings Bryan, einen der Hauptvertreter des Fundamentalismus. Scopes sollte in dem Verfahren unter anderem durch die bekannten New Yorker Anwälte Arthur Garfield Hays, Dudley Field Malone und den Anwalt Clarence Darrow aus Chicago verteidigt werden. Die Hauptgegner in diesem Prozess waren Scopes’ Anwalt Darrow und der Assistent des Staatsanwalts, Bryan. Die Verteidigung vertrat den Standpunkt, das Gesetz widerspreche der in der Verfassung festgelegten Trennung von Kirche und Staat und der Religionsfreiheit. Außerdem behauptete sie, dass die Evolutionstheorie nicht im Widerspruch zur Bibel stehe. Für Letzteres wollten sie eine Vielzahl von Wissenschaftlern als Sachverständige aufbieten, die sich zu diesem Zweck auch in oder um Dayton aufhielten.

### Prozessverlauf
Am 10. Juli 1925 wurde das Verfahren mit einer Auswahl der Jury begonnen. Die Geschworenenbank bestand schließlich aus sechs Baptisten, vier Methodisten, einem Campbellite Disciples of Christ und einer Person, die keiner Kirche angehörte. Es wurde den Geschworenen das Gesetz und das erste Kapitel des Buches Genesis verlesen. Die Geschworenen wurden vom Vorsitzenden Richter belehrt, dass sie nicht über die Richtigkeit des Gesetzes zu befinden hätten, sondern nur darüber, ob Scopes gegen das Gesetz verstoßen habe.
Am zweiten Verhandlungstag, dem 13. Juli, beantragte die Verteidigung, es möge festgestellt werden, dass der Butler Act gegen die Verfassung der Vereinigten Staaten und die Verfassung des Staates Tennessee verstoße. Die Jury wurde daraufhin vorerst entlassen. Beide Seiten verhandelten danach über die Verfassungsmäßigkeit des Gesetzes. Im Rahmen der Verhandlungen rügte die Verteidigung am 14. Juli erstmals die Gewohnheit des Richters, die jeweiligen Verhandlungen durch das Gebet eines Geistlichen zu eröffnen. Begründet wurde die Rüge damit, das Gebet beeinflusse das Ergebnis des Prozesses, in dem es auch um das Verhältnis von Wissenschaft und Religion gehe. Raulston wies die – auch im Laufe des Prozesses wiederholte – Rüge zurück. Er wollte lediglich die Geistlichen sich abwechseln lassen. Zugleich war in der Meldung einer Nachrichtenagentur mitgeteilt worden, Raulston beabsichtige, den Einwand, das Gesetz sei nicht verfassungsgemäß, zurückzuweisen. Der Richter ordnete daraufhin eine Untersuchung an, da er vermutete, dass sich die Presse diese Information illegal beschafft und damit die Würde des Gerichtes missachtet habe. Es stellte sich heraus, dass ein junger Journalist die Information aus Äußerungen des Richters selbst schließen konnte. Raulston wies den Antrag der Verteidigung schließlich ab. Er begründete dies damit, dass durch die Bestimmung, die biblische Schöpfungsgeschichte in öffentlichen Schulen zu lehren, niemandem vorgeschrieben werde, welcher religiösen Überzeugung er folgen solle. Auch zwinge der Staat Tennessee niemanden, sich in seinen Schuldienst zu begeben.
Am 15. Juli wurde das Verfahren vor der Jury weitergeführt und die Anklage vorgetragen. Dann wurden der Schuldirektor und zwei Schüler als Zeugen bezüglich der Frage vernommen, ob Scopes die Evolutionstheorie gelehrt habe, was die Zeugen bestätigen. Von Seiten der Verteidigung wurde der erste Sachverständige für die Vereinbarkeit biblischer Darstellungen mit wissenschaftlichen Erkenntnissen, der Professor für Zoologie an der Johns Hopkins University Maynard Metcalf, aufgerufen. Die Staatsanwaltschaft beantragte, den Sachverständigen nicht zuzulassen, da dessen Aussage irrelevant für das Verfahren sei. Dem folgte am 16. Juli ein Verhandlungstag, an dem beide Seiten ihre Standpunkte bezüglich der Notwendigkeit, Sachverständige anzuhören, darlegten. Für die Anklage trug Bryan die Argumentation vor, dass die Wissenschaftler nur ihre Theorie verträten, es in dem Fall aber nicht auf die unterschiedlichen Theorien, sondern das Gesetz ankomme. Der Standpunkt der Verteidigung wurde vor allem von Dudley Field Malone vorgetragen. Malone verwahrte sich zunächst gegen den Vorwurf, nicht religiös zu sein, da er für seinen Teil Christ sei (Malone nahm als Katholik das Buch Genesis nicht wörtlich und hatte keine Probleme mit einer Evolutionstheorie). Dann führte er aus, dass die Aussagen der Bibel teils allegorisch, teils historische Beschreibungen und teils sittliche Gebote seien. Die Bibel stehe bei richtigem Verständnis nicht mit wissenschaftlichen Erkenntnissen im Widerspruch. Es komme daher auch auf das wissenschaftliche Verständnis an. Am 17. Juli beschloss der Vorsitzende Richter, keine Sachverständigen zuzulassen. Damit waren die zwei Hauptpunkte der Verteidigungsstrategie – Verfassungswidrigkeit des Gesetzes und der Angriff von wissenschaftlicher Seite – aufgehoben. Als Darrow daraufhin die Neutralität des Gerichts in Zweifel zog, drohte ihm eine Verurteilung wegen Missachtung des Gerichts, dieser konnte er aber durch eine Entschuldigung am folgenden Tag entgehen.
Darrow berief daraufhin den Assistenten der Staatsanwaltschaft Bryan in den Zeugenstand. Er sollte zur Frage der Aussagen der Bibel und zum Alter der Erde vernommen werden. Obwohl er vom Richter darauf hingewiesen wurde, dass er nicht aussagen müsse und auch die übrigen Anklagevertreter gegen die Aussage seien, ließ sich Bryan auf das Kreuzverhör ein. Dieses Kreuzverhör, in dem sich Bryan in Widersprüche verstrickte, wurde zum Höhepunkt des Prozesses und ging in die Geschichte ein.
Am 21. Juli wurde Scopes zu 100 Dollar Strafe verurteilt, später jedoch vom Obersten Gericht von Tennessee wegen eines Formfehlers freigesprochen.
Nicht zuletzt das dramatisch ablaufende Kreuzverhör trug zur landesweiten Bekanntheit des Prozesses bei, der Vorbild für ein Theaterstück und mehrere Filme wurde. Dabei tat sich auch der Journalist Henry L. Mencken von der Baltimore Sun hervor. Der Prozess wurde vor allem im Norden der USA als Blamage für die Fundamentalisten betrachtet, während diese, die vor allem im Süden stark waren, Bryan, der wenige Tage nach dem Ende des Prozesses verstarb, als Märtyrer betrachteten und sich in ihrer Position bestärkt sahen. Es fanden zwar keine weiteren Prozesse in der Sache statt, aber in vielen anderen Staaten wurden ähnliche Gesetze beantragt, in Mississippi und Arkansas mit Erfolg. Das zugrunde liegende Gesetz in Tennessee wurde 1967 aufgehoben.

## Gedenken

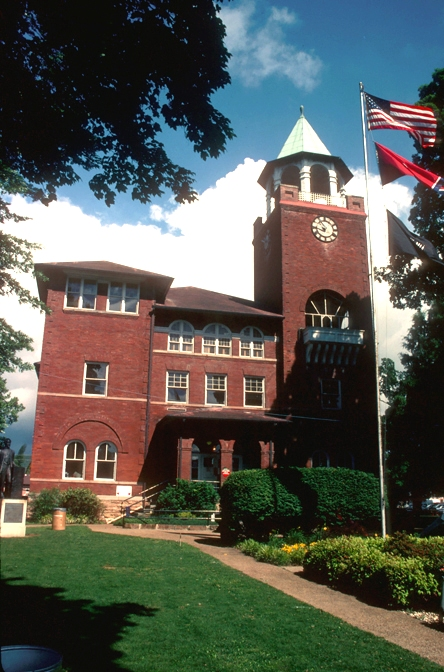
Das Rhea County Courthouse (2006)

Wegen des Prozesses wurde 1976 das Rhea County Courthouse von 1891 zur National Historic Landmark erklärt. Es besteht seit 1979 in Dayton ein eigenes Museum, das dem Fall gewidmet ist, das Scopes Trial Museum.

## Wirkungsgeschichte
Frei an den Scopes-Prozess angelehnt ist das Bühnenstück Inherit the Wind (1955) von Jerome Lawrence und Robert E. Lee. Dieses Stück mit deutlichem Seitenblick auf die McCarthy-Ära wurde von Kritikern und Publikum begeistert aufgenommen und gewann den Donaldson Award und zahlreiche andere Preise. 1960 wurde es durch Stanley Kramer mit Spencer Tracy (Darrow, hier: Drummond), Fredric March (Bryan, hier: Brady) und Gene Kelly (Mencken, hier: Hornbeck) verfilmt (deutsch: Wer den Wind sät). Der Film wird an amerikanischen öffentlichen Schulen vielfach im Unterricht eingesetzt. Mehrere Remakes dokumentieren das anhaltende Interesse: 1988 mit Jason Robards und Kirk Douglas, 1999 mit Jack Lemmon und George C. Scott.
Die Folge Gott gegen Lisa Simpson (englisch The Monkey Suit) aus der 17. Staffel der Zeichentrickserie Die Simpsons nimmt Bezug auf den Scopes-Prozess.